# Angelo Vassallo (Wasserballspieler)
Angelo Vassallo war ein italienischer Wasserballspieler.

## Karriere
Vassallo nahm an den Olympischen Spielen 1920 in Antwerpen teil. Hier erreichte er mit der italienischen Nationalmannschaft den elften Rang.